# Postbus

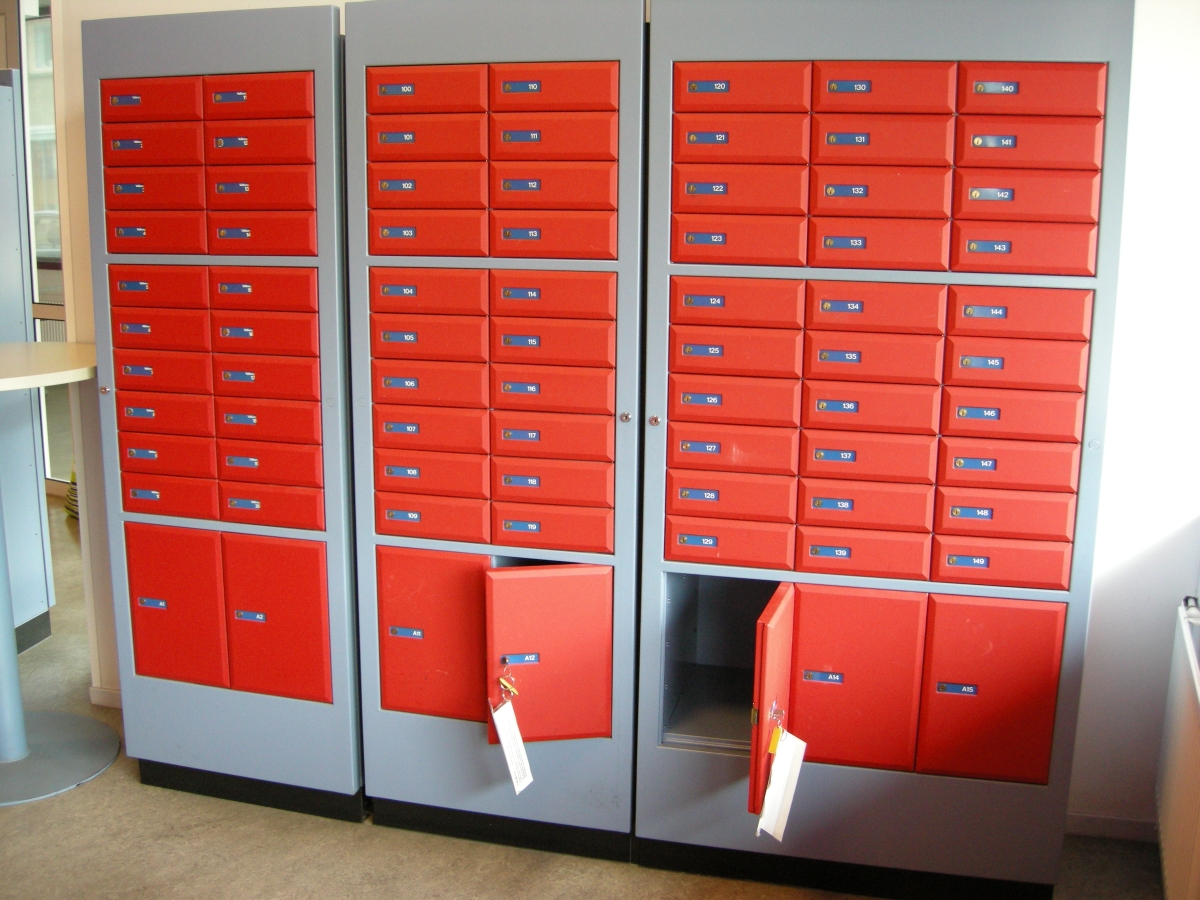
Nederlandse postbussen anno 2007

Een postbus is een voorziening in veel landen om postzendingen op te slaan, die door de geadresseerde wordt gehuurd. De bijbehorende dienst van het postbedrijf voorziet de gebruiker van een afsluitbare kast of opslag van grotere hoeveelheden in de daaraan grenzende centrale ruimte. Aan een speciale balie kunnen de apart opgeslagen stukken tijdens kantoortijden worden opgehaald. Vroeger vond dit uitsluitend op het postkantoor plaats, tegenwoordig worden postbussen ook in daarvoor bedoelde gebouwen (veelal op industrieterreinen) ingericht. In Nederland is de functie van postkantoren overgenomen door winkels en PostNL Marketing & Sales B.V., die postbussen exploiteert, plaatst deze veelal in supermarkten en winkelcentra.
Iedere postbus heeft een nummer, dat tegelijk het postadres vormt. Een postbusnummer bestaat uit minimaal één en maximaal vijf cijfers.
De adressering van de meeste postbussystemen ziet er als volgt uit:
postbus <postbusnummer>
<postcode>  <plaats>
Afhankelijk van de postbusaanbieder kan het ook zijn dat het adres van de postbusaanbieder en het postbusnummer moeten worden vermeld.
Postbussen worden voornamelijk door bedrijven gehuurd omdat die veel post ontvangen. Wie een postbus huurt krijgt, na legitimatie, de sleutels van de kast en kan de post in de postbus laten bezorgen.
Als verzender van een poststuk is het niet mogelijk deze zelf in een postbus te doen. Er zullen altijd portokosten betaald moeten worden.

## Nederland
Tot 1999 was de voorziening postbus in Nederland gratis. Een postbus geeft een bepaalde mate van anonimiteit, maar wie een rechtmatig belang heeft bij de gegevens van de postbushouder kan deze opvragen. Ingevolge de Postwet 2009 worden de gegevens ook aan andere aanbieders van postvervoer verstrekt voor het verlenen van toegang tot Postbussen. Verder exploiteert PostNL Marketing & Sales B.V. de gegevens en stelt ze ter beschikking aan charitatieve en commerciële organisaties. De postbushouder kan daar wel bezwaar tegen maken.